# منتخب ناميبيا لاتحاد الرغبي
منتخب ناميبيا الوطني لاتحاد الرغبي هو ممثل ناميبيا الرسمي في المنافسات الدولية في اتحاد الرغبي . تأسس في 5 يوليو 1955.